# Lista di studi legali per fatturato
Questa è una lista dei principali studi legali del mondo per fatturato nel 2019.
| Posizione | Studio                          | Fatturato in mln. $ (2019) | Avvocati | Profitto medio per avvocato in $ | Nazione                             |
| --------- | ------------------------------- | -------------------------- | -------- | -------------------------------- | ----------------------------------- |
| 1.        | Kirkland & Ellis                | $3 165,1                   | 2 000    | $1 585 000                       | Stati Uniti                         |
| 2.        | Latham & Watkins                | $3 063,9                   | 2 436    | $1 258 000                       | Stati Uniti                         |
| 3.        | Baker McKenzie                  | $2 900                     | 4 723    | $614 000                         | Stati Uniti                         |
| 4.        | DLA Piper                       | $2 634,1                   | 3 609    | $730 000                         | Stati Uniti Regno Unito             |
| 5.        | Skadden                         | $2 582,3                   | 1 784    | $1 447 000                       | Stati Uniti                         |
| 6.        | Dentons                         | $2 360                     | 8 658    | $273 000                         | Cina Stati Uniti Canada Regno Unito |
| 7.        | Clifford Chance                 | $2 092                     | 2 174    | $962 000                         | Regno Unito                         |
| 8.        | Sidley Austin                   | $2 036, 1                  | 1 873    | $1 087 000                       | Stati Uniti                         |
| 9.        | Hogan Lovells                   | $2 308                     | 1 873    | $758 000                         | Stati Uniti Regno Unito             |
| 10.       | Allen & Overy                   | $2 027,8                   | 2 293    | $884 000                         | Regno Unito                         |
| 11.       | Morgan, Lewis & Bockius         | $2 001                     | 1 943    | $1 030 000                       | Stati Uniti                         |
| 12.       | Linklaters                      | $1 963,8                   | 2 305    | $852 000                         | Regno Unito                         |
| 13.       | Jones Day                       | $1 959,3                   | 2 513    | $780 000                         | Stati Uniti                         |
| 14.       | Norton Rose Fulbright           | $1 958                     | 3 339    | $586 000                         | Stati Uniti Regno Unito             |
| 15.       | Freshfields Bruckhaus Deringer  | $1 808,4                   | 1 955    | $925 000                         | Regno Unito Germania                |
| 16.       | White & Case                    | $1 804,2                   | 2 039    | $885 000                         | Stati Uniti                         |
| 17.       | Gibson, Dunn & Crutcher         | $1 642,6                   | 1 275    | $1 288 000                       | Stati Uniti                         |
| 18.       | Ropes & Gray                    | $1 597,1                   | 1 162    | $1 374 000                       | Stati Uniti                         |
| 19.       | Greenberg Traurig               | $1 477,2                   | 1 944    | $760 000                         | Stati Uniti                         |
| 20.       | Cameron McKenna Nabarro Olswang | $1 461,5                   | 3 558    | $411 000                         | Regno Unito                         |